# Meyrick Edward Clifton James
Pour les articles homonymes, voir Clifton James et James.
Ne pas confondre avec Clifton James (1920-2017), un autre acteur américain.
Meyrick Edward Clifton James (né le 31 mars 1898 à Perth et mort le 8 mai 1963 à Worthing) est un acteur et soldat australien, connu pour avoir été le sosie du maréchal Bernard Montgomery.

## Biographie
Clifton James est né à Perth en Australie, il est le plus jeune fils d'un fonctionnaire public, John Charles Horsey James, et de sa femme Rebecca Catherine Clifton. Après avoir servi dans la Première Guerre mondiale, il commençait une carrière de comédien et au début de la Seconde Guerre mondiale il s'engagea de nouveau dans l'Armée britannique où il joua devant les troupes pour les distraire. Au lieu d'être assigné dans le Entertainments National Service Association (ENSA) comme il l'avait espéré, Clifton James fut engagé dans la Royal Army Pay Corp en 1940 et finalement posté à Leicester.
Environ sept semaines avant le Jour J en 1944, le lieutenant-colonel J.V.B. Jervis Reid remarqua la ressemblance frappante de Clifton James en photo dans un journal avec le maréchal Montgomery, surnommé familièrement « Monty » . Le MI-5 décida d'employer James comme sosie de Montgomery pour tromper les services secrets allemands. James fut contacté par le colonel David Niven, qui travaillait pour le service cinématographique des armées, et lui demanda de venir à Londres sous prétexte de le faire tourner dans un film en cours de tournage. Le but était en fait de mener une opération pour tromper les Allemands en leur faisant croire qu'une invasion alliée aurait lieu dans le Sud de la France, afin de détourner les troupes allemandes du nord du pays peu avant le Débarquement.
Le nom de code de ce plan fut baptisé « Opération Copperhead » et Clifton James fut assigné à l'équipe de Montgomery afin d'apprendre sa façon de s'exprimer et ses manières. En dépit des problèmes qu'il avait avec l'alcool (Montgomery ne buvait pas du tout) et de la différence de personnalité, le projet continua. Il dut aussi cesser de fumer. Enfin Clifton James avait perdu le majeur de sa main droite pendant la Première Guerre et dut porter une prothèse.
Le 25 mai 1944, Clifton James s'envola de la station RAF de Northolt vers Gibraltar dans l'avion privé de Winston Churchill. Lors d'une réception dans la maison du gouverneur, il fit plusieurs fois allusion au « Plan 303, » un plan qui prévoyait d'envahir le sud de la France. Les services secrets allemands captèrent cette information et mobilisèrent leurs agents pour se renseigner sur ce plan 303.
Clifton James se rendit ensuite à Alger où pendant quelques jours il fit quelques apparitions en public avec le général Henry Maitland Wilson, le commandant allié des opérations méditerranéennes. James fut ensuite envoyé en secret en direction du Caire où il demeura jusqu'à ce que le Débarquement en Normandie ait eu lieu. Il retourna alors à son travail après cinq semaines d'absence.
En 1954, Clifton James publia ses exploits dans un livre intitulé « I was Monty's Double ». L'ouvrage devint la base d'un script pour le film Contre-espionnage à Gibraltar tourné en 1958, interprété par John Mills et Cecil Parker avec Clifton James dans son propre rôle et celui de Montgomery. 
Il meurt d'un infarctus le 8 mai 1963 à Worthing à l'âge de 65 ans.

## Publication
- (en) I Was Monty's Double, Hamilton and Co., 1954.